# Campisico
Campisico è una delle frazioni del comune lombardo di Capralba.

## Storia
La località è un piccolo borgo agricolo di antica origine, appartenente al territorio cremasco.
In età napoleonica, dal 1810 al 1816, Campisico fu frazione di Capralba, recuperando l'autonomia con la costituzione del Regno Lombardo-Veneto. Tre anni dopo però i governanti tedeschi tornarono sui loro passi, e la località venne aggregata definitivamente al comune di Capralba.